# Michel Van Hemele
Michel Van Hemele (1956) is een Vlaams topondernemer, interim- en crisismanager. Hij is bestuurder van diverse ondernemingen.
Van Hemele is licentiaat in de Handels-en Financiële Wetenschappen aan EHSAL. Hij begon zijn carrière in 1979 bij de Generale Bank. In 1984 leidde hij de succesvolle opstart van de New York Branch, om vervolgens in 1988 de International Investment Banking Division te leiden en in 1991 het Departement Internationale Kredieten te reorganiseren.
Van 1992 tot 2002 was hij CEO van de Solvus Group (het voormalige Creyf's Interim). Deze onderneming verleent innovatieve humanresourcesdiensten en biedt oplossingen op nationaal en Europees niveau. In 2001 stelde de groep 4.500 personen te werk en behaalde deze een omzet van 1.458 miljoen euro. Van Hemele herstructureerde het bedrijf en bouwde het uit tot de Europese nummer 5 in de sector.
In 2002 werd hij aangesteld als uitvoerend voorzitter van de Carestel Group, een cateringgroep gespecialiseerd op het vlak van commerciële restauratie langs de Belgische en Luxemburgse autosnelwegen. Carestel biedt haar diensten ook aan op de internationale luchthaven van Brussel en een aantal Europese luchthavens. Michel Van Hemele ontwikkelde en implementeerde een nieuw strategisch plan, verkocht onderdelen die niet tot de kernactiviteiten behoorden en concentreerde zich op de groei van de kernactiviteiten. Tot 30 juni 2004 was Van Hemele er gedelegeerd bestuurder én voorzitter van de Raad van Bestuur. Het mandaat van voorzitter liep af in mei 2005.
In december 2004 organiseerde Michel Van Hemele de managementbuy-out van de Ernst & Young E.T.M.-divisie die tot Essensys N.V.omgedoopt werd, implementeerde en verbeterde de processen en startte de internationale activiteiten. Naderhand richtte Van Heleme drie bijkomende op HR-advies gerichte ondernemingen op:  Intys Consulting, Talentus en Intys HR Professionals waar hij telkens de rol van CEO of voorzitter opnam.

Van Hemele zetelt tevens als voorzitter in de Raad van Bestuur van Brouwerij Duvel Moortgat.
Hij is bestuurder en voorzitter van het Risicocomité bij Bank Nagelmackers.
Michel Van Hemele was tevens ondervoorzitter van Voka, de Vlaamse werkgeversorganisatie. 
Van 1989 tot 2013 doceerde hij Internationaal Management aan EHSAL (Brussel) en Corporate Strategy aan de EHSAL Management School.